# ピーター・ハゲット

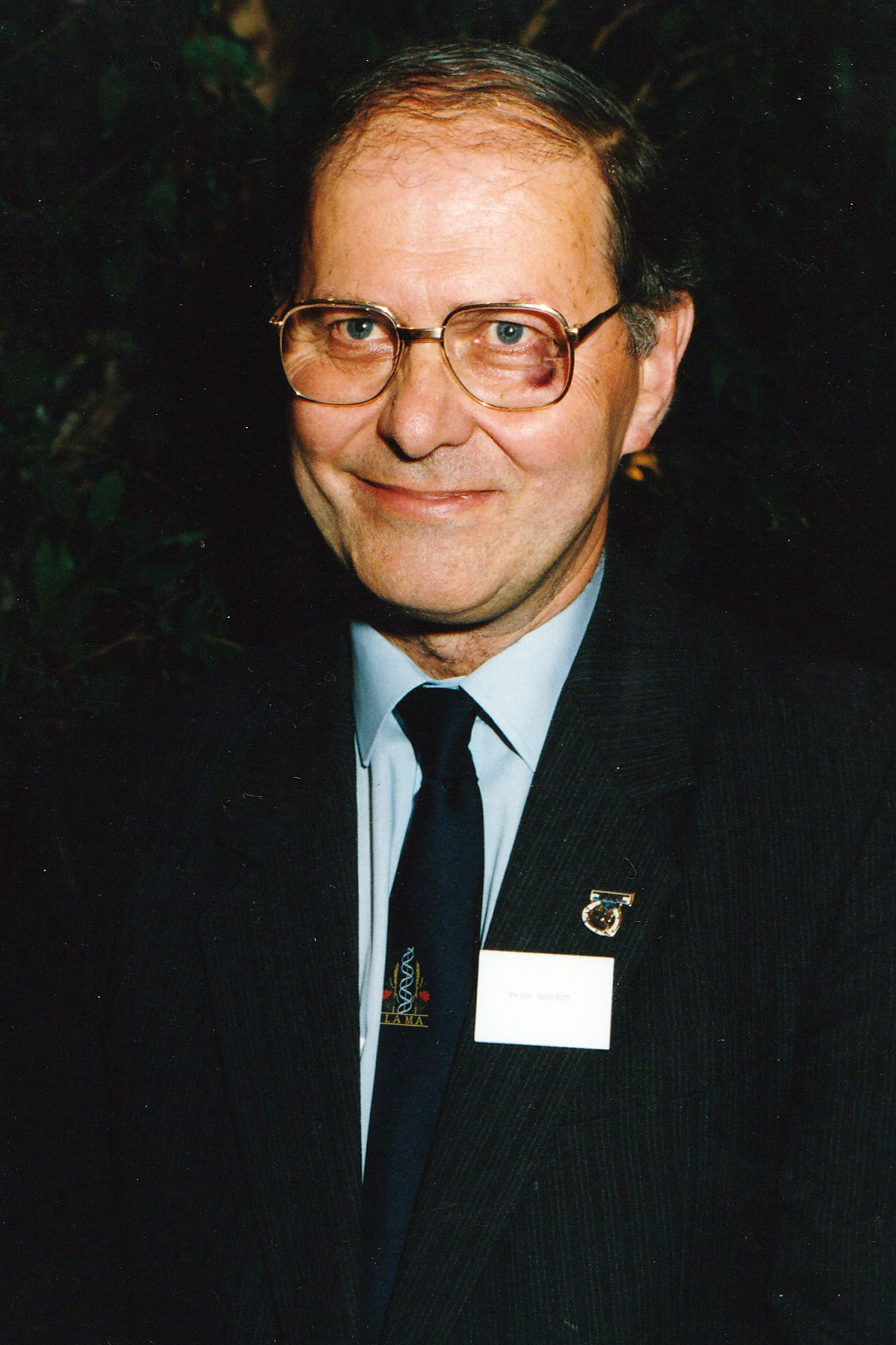
ハゲット

ピーター・ハゲット（Peter Haggett, CBE Sc.D. FBA、1933年1月24日 - 2025年2月9日）は、イギリスの地理学者。ブリストル大学地理科学部の都市・地域地理学名誉教授、上席研究員である。

## 経歴
ハゲットは、1933年にサマセット州のポーレット (Pawlett) という村で生まれ、ブリッジウォーター (Bridgwater) のドクター・モーガンズ・グラマースクールで教育を受けた。後年、ハゲットは、子どもの頃にこの地域を歩いたり、サイクリングしてまわったことが、地理への関心を広げていくことになったのだと、しばしば語っている。
1951年、ケンブリッジ大学セント・キャサリンズ・カレッジ (St. Catharine's College) で地理学を学んだ。同時期に在籍していた学生には、後に「サー・ピーター」となったピーター・ホール (Peter Hall) がいた。1954年、ハゲットは、いわゆる「ダブル・ファースト」（ファースト・クラス・オナーズ (First-Class Honours) をトライポス（優等試験）の第1部、第2部の両方でとること） を達成してに卒業した。
ハゲットは、半世紀に及ぶ研究生活の中で、人文地理学の分野に研究上の大きな貢献を成したことで知られ、地理学の実践、理論、様々な個別の主題について30冊以上の著書ないしは編書を出した。ハゲットは世界中の機関において様々な教職や客員教授などを経験したが、最も長く関わったのが1966年以来、地理学の講師、教授として勤めたブリストル大学であった。1986年には、王立地理学会から金メダル（パトロンズ・メダル）を受賞した。このほか数多くの受賞、顕彰歴の中でも、1991年に受賞したフランスのヴォートラン・ルッド国際地理学賞 (Lauréat Prix International de Géographie Vautrin Lud)、1993年の女王誕生日叙勲の際に「都市・地域地理学への貢献」に対して贈られた大英帝国勲章ナイト・コマンダーは、特筆される。
ハゲットはキャリアの後半期において、疫学の地理学的研究や、感染症の空間的関係や伝播に、研究を特化させていった。
2025年2月9日に死去。92歳没。